# Mentzelia
Mentzelia es un género de plantas fanerógamas perteneciente a la familia Loasaceae, nativo de América. Comprende 160 especies descritas y de estas, solo 49 aceptadas.

## Descripción
Son hierbas anuales, erectas a escandentes; tallos, hipanto y cápsula hirsuto-híspidos, los tricomas con barbas diminutas, tricomas pequeños mezclados con tricomas más largos y gruesos frecuentemente con 3 barbas uncinadas en el ápice. Hojas alternas, lanceoladas a ovadas con 2 lobos grandes en la base, 2.2–9 cm de largo y 1.5–9 cm de ancho, ápice acuminado, base obtusa, margen dentado, estrigosas. Flores solitarias, axilares, sésiles, hipanto angostamente cilíndrico; tubo calicino libre del hipanto por ca 1 mm, lobos calicinos 5, linear-lanceolados, 4–6 mm; pétalos 5, obovados a orbiculares, 7–10 mm de largo, amarillos o anaranjados; estambres 20–30, los externos con filamentos petaloides, estaminodios ausentes. Cápsula cilíndrica, atenuada hacia la base, ca 15 mm de largo y 3 mm de ancho, apicalmente dehiscente por 3 suturas, sépalos y estilo ausentes en el fruto, sésil; semillas 6–9.

## Taxonomía
El género fue descrito por Carlos Linneo y publicado en Species Plantarum 1: 516. 1753. La especie tipo es: Mentzelia aspera L.
Etimología
Mentzelia: nombre genérico que fue otorgado en honor del botánico alemán Christian Mentzel (1622-1701).

## Especies aceptadas
A continuación se brinda un listado de las especies del género Mentzelia aceptadas hasta septiembre de 2014, ordenadas alfabéticamente. Para cada una se indica el nombre binomial seguido del autor, abreviado según las convenciones y usos.	
- Mentzelia affinis Greene
- Mentzelia albescens (Gillies & Arn.) Griseb.
- Mentzelia albicaulis (Dougl. ex Hook.) Dougl. ex Torr. & Gray
- Mentzelia argillosa J. Darl.
- Mentzelia aspera L.
- Mentzelia asperula Woot. & Standl.
- Mentzelia candelariae H.J. Thompson & Prigge
- Mentzelia chrysantha Engelm. ex Brandeg.
- Mentzelia collomiae C.M. Christy
- Mentzelia congesta Nutt. ex Torr. & Gray
- Mentzelia crocea Kellogg
- Mentzelia cronquistii H.J. Thompson & Prigge
- Mentzelia decapetala (Pursh ex Sims) Urban & Gilg ex Gilg
- Mentzelia densa Greene
- Mentzelia desertorum (A. Davids.) H.J. Thompson & Roberts
- Mentzelia dispersa S. Wats.
- Mentzelia eremophila (Jepson) H.J. Thompson & Roberts
- Mentzelia floridana Nutt. ex Torr. & Gray
- Mentzelia goodrichii Thorne & Welsh
- Mentzelia gracilenta (Nutt.) Torr. & Gray
- Mentzelia hirsutissima S. Wats.
- Mentzelia humilis (Gray) J. Darl.
- Mentzelia incisa Urban & Gilg
- Mentzelia involucrata S. Wats.
- Mentzelia inyoensis Prigge
- Mentzelia isolata H.C. Gentry
- Mentzelia jonesii (Urban & Gilg) H.J. Thompson & Roberts
- Mentzelia laciniata (Rydb.) J. Darl.
- Mentzelia laevicaulis (Dougl. ex Hook.) Torr. & Gray
- Mentzelia leucophylla Brandeg.
- Mentzelia lindheimeri Urban & Gilg
- Mentzelia lindleyi Torr. & Gray
- Mentzelia marginata (Osterhout) H.J. Thompson & Prigge
- Mentzelia mexicana H.J. Thompson & Zavortink
- Mentzelia micrantha (Hook. & Arn.) Torr. & Gray
- Mentzelia mollis M.E. Peck
- Mentzelia montana (A. Davids.) A. Davids.
- Mentzelia multicaulis (Osterhout) A. Nels. ex J. Darl.
- Mentzelia multiflora (Nutt.) Gray
- Mentzelia nitens Greene
- Mentzelia nuda (Pursh) Torr. & Gray
- Mentzelia obscura H.J. Thompson & Roberts
- Mentzelia oligosperma Nutt. ex Sims
- Mentzelia oreophila J. Darl.
- Mentzelia pachyrhiza I.M. Johnston
- Mentzelia packardiae Glad.
- Mentzelia pectinata Kellogg
- Mentzelia perennis Woot.
- Mentzelia polita A. Nels.
- Mentzelia pterosperma Eastw.
- Mentzelia pumila Nutt. ex Torr. & Gray
- Mentzelia reflexa Coville
- Mentzelia reverchonii (Urban & Gilg) H.J. Thompson & Zavortink
- Mentzelia rusbyi Woot.
- Mentzelia saxicola H.J. Thompson & Zavortink
- Mentzelia shultziorum Prigge
- Mentzelia sinuata (Rydb.) R.J. Hill
- Mentzelia speciosa Osterhout
- Mentzelia springeri (Standl.) Tidestrom
- Mentzelia strictissima (Woot. & Standl.) J. Darl.
- Mentzelia texana Urban & Gilg
- Mentzelia torreyi Gray
- Mentzelia tricuspis Gray
- Mentzelia tridentata (A. Davids.) H.J. Thompson & Roberts
- Mentzelia veatchiana Kellogg